# Josep Gombau
Josep Gombau Balagué (Amposta, provincia de Tarragona, 5 de junio de 1976) es un entrenador de fútbol español que actualmente dirige al Aston Villa Football Club Sub 21.

## Trayectoria
Gombau empezó su carrera técnica en las filas del Club de Fútbol Amposta y después fue ojeador de las categorías inferiores del R. C. D. Español. En 2003, con tan solo 27 años, fue contratado por el Fútbol Club Barcelona para hacerse cargo de los equipos Alevín A, Benjamín A y Benjamín B entre 2003 y 2005. Más tarde, entre 2006 y 2009 se encargó de la escuela de fútbol FCB Escola, con academias en Dubái (Emiratos Árabes Unidos) y Hong Kong  (China).
En 2009 dio un giro a su carrera y fichó como entrenador del Kitchee S. C. hongkongés, con Pau Martí como asistente. En sus cuatro temporadas al frente, ganó dos ligas nacionales en las temporadas 2010-11 y 2011-12, dos copas en 2011-12 y 2012-13 y una copa de la liga, así como dos distinciones como mejor técnico del país asiático en 2011 y 2012. A nivel internacional, el Kitchee se clasificó para los cuartos de final de la Copa de la AFC 2013.
En abril de 2013 confirmó su fichaje por el Adelaide United de la A-League australiana a partir de la temporada 2013-14. Su primer título fue la FFA Cup de 2014.
Gombau abandonó el equipo australiano en julio de 2015 para asumir la dirección de la academia de David Villa, «DV7 Soccer Academy». Entre 2016 y 2017 fue seleccionador sub-23 de fútbol de Australia, cargo que compaginó con el de asistente de Ange Postecoglou en la selección absoluta.
El 1 de noviembre de 2017, Gombau fue nombrado entrenador del Western Sydney Wanderers tras la marcha de Tony Popovic al comienzo de la temporada y Hayden Foxe como entrenador interino en los primeros cuatro partidos. Después de solo seis meses a cargo, el 19 de abril de 2018, el club anunció que había rescindido el contrato de Gombau después de no clasificarse para la Serie de Finales de la Liga A 17-18. 
El 1 de agosto de 2018, Gombau firmó como entrenador Delhi Dynamos FC tras la marcha de Miguel Ángel Portugal. Con el conjunto indio no se llegó a clasificar para los playoffs y se quedó octavo en liga, pero el rendimiento del equipo mejoró y Gombau renovó su contrato.  y el club cambió su base de Delhi a Odisha y Kalinga Stadium como terreno local debido al alto costo operativo y baja asistencia en el estadio y se quedó con el equipo renombrado.
Gombau dirigió al equipo del Odisha Football Club de la Superliga de India durante su segunda temporada consecutiva en 2019-20 y llevó al conjunto indio cerca de clasificarlo de los playoffs. El técnico catalán dirigiría al conjunto indio hasta marzo de 2020 que anunció su marcha del equipo. 
En julio de 2020 anunció su fichaje como entrenador del Queensboro FC de Nueva York, al que dirige durante dos temporadas.
El 8 de junio de 2022, firma por el Odisha Football Club de la Superliga de India, al que dirige durante 26 partidos, hasta el 11 de marzo de 2023.
El 14 de septiembre de 2023, firma como entrenador del Persebaya Surabaya de la Liga 1 de Indonesia, al que dirige hasta el 21 de noviembre de 2023.
El 12 de enero de 2024, firma por el Aston Villa Football Club para dirigir a su equipo Sub 21.

## Clubes
| Club                                                      | País                      | Año             |
| --------------------------------------------------------- | ------------------------- | --------------- |
| FC Barcelona Fútbol Base                                  | Bandera de España         | 2006-2009       |
| Kitchee S. C.                                             | Bandera de Hong Kong      | 2009-2013       |
| Adelaide United                                           | Bandera de Australia      | 2013-2015       |
| Selección de fútbol de Australia (2º entrenador y sub-23) | Bandera de Australia      | 2016-2017       |
| Western Sydney Wanderers                                  | Bandera de Australia      | 2017-2018       |
| Odisha FC                                                 | Bandera de la India       | 2018-2020       |
| Queensboro FC                                             | Bandera de Estados Unidos | 2020-2022       |
| Odisha FC                                                 | Bandera de la India       | 2022-2023       |
| Persebaya Surabaya                                        | Bandera de Indonesia      | 2023            |
| Aston Villa Football Club Sub 21                          | Bandera de Inglaterra     | 2024-actualidad |

## Palmarés
| Título                        | Club            | País      | Año     |
| ----------------------------- | --------------- | --------- | ------- |
| Primera División de Hong Kong | Kitchee S. C.   | Hong Kong | 2010-11 |
| Primera División de Hong Kong | Kitchee S. C.   | Hong Kong | 2011-12 |
| Copa FA de Hong Kong          | Kitchee S. C.   | Hong Kong | 2011-12 |
| Copa de la Liga de Hong Kong  | Kitchee S. C.   | Hong Kong | 2011-12 |
| Copa FA de Hong Kong          | Kitchee S. C.   | Hong Kong | 2012-13 |
| FFA Cup                       | Adelaide United | Australia | 2014    |